# Szwajcaria na Letnich Igrzyskach Olimpijskich 1912
Szwajcaria na Letnich Igrzyskach Olimpijskich 1912 w Sztokholmie reprezentowało 7 zawodników.

## Medaliści
Złote medale

- Eugène-Édouard Monod, Alphonse Laverrière - architektura - Plan budowy nowoczesnego stadionu

## Skład kadry

### Olimpijski Konkurs Sztuki i Literatury 1912
- Alphonse Laverrière, Eugène-Édouard Monod - architektura - 3. miejsce
- Guillaume Fatio, Konrad Hippenmeier - architektura - niesklasyfikowani
- Gustave Doret - muzyka - niesklasyfikowany
- Émile Jaques-Dalcroze - muzyka - niesklasyfikowany

### Lekkoatletyka
- Julius Wagner - pięciobój - 20. miejsce